# 광주국제영화제
광주국제영화제(光州國際映畵祭)는 광주광역시에서 열리는 영화제이다. 2001년에 제 1회 영화제가 열린 것을 시작으로 2015년 기준으로 제 18회를 맞고 있다.
부분적으로 경쟁 섹션이 있는 비경쟁 국제영화제로서 인권, 평화 민주를 상징하는 광주에서 아시아 최초 평화국제영화제를 표방하는 영화제이다.

## 역사
| 연도   | 회차 | 개막일    | 폐막일    | 개막작                       | 폐막작           | 상영작품       | 홍보대사 |
| 2001년 | 1    | 12월 7일  | 12월 14일 | 시간의 사용                  | 이것이 법이다    | 26개국 140편   |          |
| 2002년 | 2    | 10월 25일 | 10월 31일 | 하얀 방                      | 웰컴 투 콜린우드 | 30개국 203편   | 장나라   |
| 2003년 | 3    | 8월 22일  | 8월 31일  | 봄 여름 가을 겨울, 그리고 봄 | 그 날            | 31개국 212편   | 문근영   |
| 2004년 | 4    | 9월 2일   | 9월 11일  | 러브드 건                    | 길               | 23개국 120편   | 문근영   |
| 2005년 | 5    | 8월 26일  | 9월 4일   | 헤어 드레서                  | 내 마음의 이방인 | 33개국 180편   | 박솔미   |
| 2006년 | 6    | 12월 14일 | 12월 18일 | 긴 산책                      | 준 벅            | 13개국 49편    |          |
| 2007년 | 7    | 11월 29일 | 12월 3일  | 서간도                       | 보르히아         | 총 40여 편     |          |
| 2008년 | 8    | 12월 4일  | 12월 8일  | 코드                         | 비투스           | 총 40여 편     |          |
| 2009년 | 9    | 9월 16일  | 9월 20일  | 펭귄을 날게 하라             | 피아노의 숲      | 10개국 50편    |          |
| 2010년 | 10   | 12월 9일  | 12월 12일 | 오슬로의 이상한 밤           | 산타렐라 패밀리  | 총 40여 편     |          |
| 2011년 | 11   | 10월 27일 | 10월 31일 | 인산인해                     | 오프사이드       | 총 60여 편     |          |
| 2012년 | 12   | 11월 8일  | 11월 12일 | 레오나 칼더론                | 두려움 없는 여인 | 총 60여 편     |          |
| 2013년 | 13   | 8월 29일  | 9월 2일   | 스위트 하트 초콜릿           | 스테이블 라이프  | 24개국 92편    |          |
| 2014년 | 14   | 8월 28일  | 9월 1일   | 봄                           | 베를린 장벽      | 25개국 91편    |          |
| 2015년 | 15   | 5월 14일  | 5월 18일  | 테스트                       | 플라잉 홈        | 31개국 103편   |          |
| 2016년 | 16   | 6월 30일  | 7월 4일   | 무기한 연기                  | 무기한 연기      | 25개국 500여편 |          |

## 무기한 연기
2015년 영화제 정산 자료 미제출로 인한 광주광역시 예산 지원 종료로 인해 2016년 이후 광주국제영화제는 무기한 연기되었다. 

## 같이 보기
- 대한민국의 문화